# Antonio Blasi
Antonio Blasi (Velletri, 5 marzo 1646 – Velletri, 8 luglio 1732) è stato un militare italiano.

## Biografia
Nel 1683 si arruolò nella Lega Santa e partecipò alla Battaglia di Vienna. Combatté eroicamente tanto da strappare al nemico la bandiera. Tornato a Velletri, donò il vessillo ex voto alla Madonna delle Grazie. Esso, che nella tradizione locale è stato denominato "Sangiacco" - da non confondersi con l'omonimo titolo onorifico - recita, in arabo: «Da' la buona novella ai Credenti, o Maometto; noi vinciamo per te una vittoria splendida». Ancora oggi è conservato presso la Cattedrale di San Clemente, anche se non è esposto al pubblico.